# Porozal
Porozal è un distretto della Costa Rica facente parte del cantone di Cañas, nella provincia di Guanacaste.
Porozal comprende 5 rioni (barrios):
- Guapinol
- Níspero
- Porozal
- Santa Lucía
- Tiquirusas